# Derviş Zaim
Derviş Zaim, né en 1964 à Famagouste, est un réalisateur et écrivain chypriote turc.

## Filmographie
- 1997 : Tabutta Rövaşata
- 2000 : Filler ve Çimen
- 2003 : Çamur
- 2004 : Paralel Yolculuklar
- 2006 : Cenneti Beklerken
- 2008 : Nokta
- 2011 : Gölgeler ve Suretler
- 2012 : Devir
- 2014 : Balık
- 2015 : Rüya
- 2020 : Flashdrive